# Bartsia melampyroides
Bartsia melampyroides är en snyltrotsväxtart som först beskrevs av Carl Sigismund Kunth, och fick sitt nu gällande namn av George Bentham. Bartsia melampyroides ingår i släktet svarthösläktet, och familjen snyltrotsväxter. Inga underarter finns listade i Catalogue of Life.